# Гайстер, Ханс
Ханс Гайстер  (нем. Hans Geister; 28 сентября 1928, Хамборн, Германия — 16 мая 2012) — западногерманский легкоатлет, бронзовый призер летних Олимпийских игр в Хельсинки (1952) в эстафете 4×400 м.

## Спортивная карьера
В 1950-е годы был известным западногерманским бегуном на дистанции 400 м. В 1952 году на Олимпийских играх в Хельсинки в составе национальной сборной выиграл «бронзу» в эстафете 4×400 м с результатом 3:06,6 мин. (европейский рекорд).
На чемпионате Европы 1954 года в той же дисциплине стал серебряным призёром. Также становился чемпионом ФРГ (1951), четырежды — вторым, дважды — третьим.